# Liolaemus juanortizi
Liolaemus juanortizi este o specie de șopârle din genul Liolaemus, familia Tropiduridae, descrisă de Young-downey în anul 1992. A fost clasificată de IUCN ca specie cu risc scăzut. Conform Catalogue of Life specia Liolaemus juanortizi nu are subspecii cunoscute.